# Simon (Sizilien)
Simon (* 1093; † 28. September 1105 in Mileto, Kalabrien) aus dem Hause Hauteville war Graf von Sizilien.
Er war der älteste Sohn Rogers I. von Sizilien aus dessen dritter Ehe mit Adelheid von Savona. Nach dem Tod seines Vaters wurde er im Jahre 1101 Graf von Sizilien, wobei seine Mutter die Regentschaft für ihn führte. Simon starb bereits 1105. Sein Bruder Roger wurde als Roger II. sein Nachfolger.
| Vorgänger | Amt                         | Nachfolger |
| --------- | --------------------------- | ---------- |
| Roger I.  | Graf von Sizilien 1101–1105 | Roger II.  |

| Personendaten    | Personendaten                                      |
| ---------------- | -------------------------------------------------- |
| NAME             | Simon                                              |
| ALTERNATIVNAMEN  | Simon von Hauteville; Simon von Sizilien           |
| KURZBESCHREIBUNG | Herrscher von Sizilien und ältester Sohn Rogers I. |
| GEBURTSDATUM     | 1093                                               |
| STERBEDATUM      | 28. September 1105                                 |
| STERBEORT        | Mileto                                             |